# Mali agenci 2: Wyspa marzeń
Mali agenci 2: Wyspa marzeń (ang. Spy Kids 2: Island of Lost Dreams, 2002) – amerykański film familijny/komediowy w reżyserii Roberta Rodrigueza. Jest to drugi film zapoczątkowanej w 2001 roku trylogii Mali agenci. Kończy ją film Mali agenci 3D: Trójwymiarowy odjazd.

## Obsada
- Alexa Vega – Carmen
- Daryl Sabara – Juni
- Antonio Banderas – Gregorio
- Carla Gugino – Ingrid
- Steve Buscemi – Romero
- Danny Trejo – Machete Cortez
- Cheech Marin – Felix Gumm
- Matt O’Leary – Gary Giggles
- Emily Osment – Gerti Giggles
- Alan Cumming – Fegan Floop
- Christopher McDonald – Prezydent USA
- Bill Paxton – Dinky Winks
- Tony Shalhoub – Alexander Minion
- Mike Judge – Donnagon Giggles
- Ricardo Montalbán − Dziadek
- Holland Taylor − Babcia

i inni

## Wersja polska
Opracowanie wersji polskiej: Start International Polska

Reżyseria: Joanna Wizmur

Dialogi polskie: Bartosz Wierzbięta

Tekst piosenki: Magda Sołtyńska

Dźwięk i montaż: Hanna Makowska
Zgranie dźwięku: Tomasz Sikora, Michał Kosterkiewicz

Kierownictwo muzyczne: Marek Klimczuk

Kierownictwo produkcji: Paweł Araszkiewicz

Udział wzięli:
- Krzysztof Królak – Juni Cortez
- Joanna Jabłczyńska – Carmen Cortez
- Zofia Jaworowska – Gerti Giggles
- Leszek Zduń – Gary Giggles
- Cezary Morawski – Donnagon Giggles
- Jacek Rozenek – Gregorio Cortez
- Izabella Bukowska – Ingrid Cortez
- Jacek Braciak – Romero

oraz:
- Sara Müldner – Alexandra, córka prezydenta
- Krzysztof Banaszyk – Dinky Winks
- Wojciech Duryasz – Dziadek
- Antonina Girycz-Dzienisiewicz – Babcia
- Tomasz Steciuk – Fegan Floop
- Wojciech Machnicki – Alexander Minion
- Mirosław Zbrojewicz – Isidoro ’Machete’ Cortez
- Wojciech Paszkowski –
  - Ochroniarz córki prezydenta #1,
  - Głos reżysera w scenach nieudanych
- Janusz Wituch –
  - Ochroniarz córki prezydenta #3,
  - Magnetor-kelner na przyjęciu
- Paweł Szczesny – Felix
- Elżbieta Kopocińska-Bednarek –
  - Reporterka w parku rozrywki,
  - Głos z głośnika w OSS Junior,
  - Komputer w domku na drzewie,
  - Komputer szpiegoważki,
  - Głos pani reżyser w scenach nieudanych
- Zbigniew Konopka – Główny magnetor
- Jarosław Boberek – Prezydent USA
- Jonasz Tołopiło – Chłopiec w OSS Junior
- Zbigniew Suszyński – Ochroniarz córki prezydenta #2
- Joanna Wizmur – Komputer Alexandry

Lektor: Jacek Brzostyński

## Miejsce kręcenia
- Film nakręcono nad jeziorem Arenal, w Parku Narodowym Manuel Antonio, (Kostaryka), oraz w Austin, Parku Narodowym Big Bend, San Antonio i Arlington (Teksas, USA).[1]